# Ludwig Hörbst
Ludwig Hörbst (* 5. Oktober 1903 in Kleinstockach in Tirol; † 15. Juni 1981 in Innsbruck) war ein österreichischer Mediziner und Rektor der Universität Innsbruck.

## Leben und Wirken
Ludwig Hörbst entstammte einer kinderreichen Bauernfamilie im Tiroler Außerfern. Nach der Volksschule besuchte er zunächst das Gymnasium in Brixen und wechselt dann an das Franziskanergymnasium in Hall. Nach der Matura 1923 studierte er Medizin an der Universität Innsbruck, wo er 1916 promovierte. Er war dann als Hilfarzt am Pathologisch-Anatomischen Institut und ab 1931 als Assistent an der Hals-, Nasen- und Ohrenklinik der Universität tätig. Nach der Machtübernahme durch die Nationalsozialisten wurde Hörbst kurzzeitig festgenommen und verlor am 23. April 1938 kurz vor seiner Habilitierung seine Anstellung an der Universität. Noch im April wurde er in die Deutsche Wehrmacht einberufen und während des Zweiten Weltkriegs an verschiedenen Fronten (Polen, Frankreich, Jugoslawien und Russland) als Arzt eingesetzt. Ende 1944 wurde er aus der Wehrmacht entlassen und war bis Kriegsende als Hilfskassenarzt in Schweidnitz tätig.
Nach dem Krieg kehrte er nach Innsbruck zurück und setzte im Juli 1945 dort seine universitäre Karriere fort. Er übernahm die Lehrkanzel für Hals-, Nasen- und Ohrenheilkunde und erhielt 1949 den Titel eines ordentlichen Universitätsprofessors, 1954 erfolgte die Ernennung zum Ordinarius. Rufe an die Universität Wien (1952) und die Universität Graz (1958) lehnte Hörbst ab. Von 1953 bis 1955 war er Dekan der Medizinischen Fakultät, von 1960–1963 und 1966–1968 war er Senator und im Studienjahr 1964/65 Rektor der Universität Innsbruck.
Bereits 1948 richtete Hörbst an seiner Klinik eine stimm- und sprachheilkundliche Abteilung ein. 1968 wurde dort der erste Lehrstuhl für Audiologie und Phoniatrie im deutschsprachigen Raum eingerichtet. Nach drei Jahrzehnten als Vorstand der Innsbruck HNO-Klinik wurde Ludwig Hörbst 1974 emeritiert. Er verstarb 1981.

## Auszeichnungen
- Großes Silbernes Ehrenzeichen für Verdienste um die Republik Österreich[5]
- Ehrensenator der Universität Innsbruck (1971)[2]
- Ehrenzeichen des Landes Tirol[2]
- Ehrenmitglied der österreichischen, der schweizerischen und der deutschen Oto-Laryngologischen Gesellschaft[6][2]
- Korrespondierendes Mitglied der Deutschen Gesellschaft für Hals-, Nasen-, Ohren-Heilkunde, Kopf- und Hals-Chirurgie[6]